# وينر أنكونا
وينر أنكونا (بالإسبانية: Winner Anacona)‏ (و. 1988  م) هو راكب دراجة هوائية كولومبي، ولد في تونخا، شارك في طواف إسبانيا، وباريس-نيس 2017، وطواف فرنسا 2016، وطواف سويسرا 2016، وطواف إيطاليا 2017، وفولتا كاتالونيا 2018، وطواف كولومبيا 2018، وطواف روماندي 2018، وطواف روماندي 2016، وميلان-سان ريمو 2016، وطواف إسبانيا 2014، وطواف إقليم الباسك 2016، وطواف إسبانيا 2013، وفولتا كاتالونيا 2016، وطواف إيطاليا 2014، وفولتا سان خوان 2019، مركز لعبه هو متخصص التسلق ‏.

## سباقات أو مراحل فاز بها
| التاريخ        | السباق                                | المركز                      |
| -------------- | ------------------------------------- | --------------------------- |
| 19 يونيو 2011  | طواف إيطاليا للدراجات تحت 23 سنة 2011 | المركز الثاني               |
| 09 سبتمبر 2012 | طواف إسبانيا 2012                     | المرتبة 19 في التصنيف العام |
| 10 أغسطس 2014  | طواف يوتا 2014                        | المركز الثالث               |
| 14 سبتمبر 2014 | طواف إسبانيا 2014                     | التاسع في تصنيف الجبال      |
| 23 أكتوبر 2016 | طواف أبو ظبي 2016                     | التاسع في التصنيف العام     |
| 03 فبراير 2019 | فولتا سان خوان 2019                   | الفائز في التصنيف العام     |
| 17 فبراير 2019 | طواف كولومبيا 2019                    | المرتبة 13 في التصنيف العام |
| 12 يوليو 2019  | طواف النمسا 2019                      | الرابع في التصنيف العام     |
| 31 يوليو 2019  | سيركويتو دي جيتكسو 2019               | الثامن في التصنيف العام     |
| 12 أكتوبر 2020 | برويبا فيلافرانسا دي أورديزيا 2020    | المركز الثالث               |
| 15 مايو 2021   | 2021 تروفيو بولينسا-أندراتكس          | الفائز في التصنيف العام     |
| 19 يونيو 2022  | روتي دو سود 2022                      | الفائز في ترتيب التسلق      |

## روابط خارجية
- وينر أنكونا على موقع الاتحاد الدولي للدراجات (الإنجليزية)
- وينر أنكونا على موقع أرشيف الدراجات (الإنجليزية)
- وينر أنكونا على موقع إحصائيات الدراجات الإحترافية (الإنجليزية)
- وينر أنكونا على موقع نسبة الدراجات (الإنجليزية)
- وينر أنكونا على موقع CycleBase (الإنجليزية)